# Аца Лукас
Александър Вуксанович (на сръбски: Aleksandar Vuksanović или Александар Вуксановић), повече известен като Аца Лукас (Аца Лукас, Aca Lukas), е популярен сръбски певец.
Роден е в Белград на 3 ноември 1968 г. Музикалната си кариера започва през 1990-те години.

## Проблеми със закона
През 2003 г. в резултат от полицейска операция „Сабя“ Аца Лукас е арестуван и осъден на 4 месеца затвор за неразрешено притежание на оръжие. Също е имал проблем с хазарта и дрога. Отсъства от сцената през следващите 2 години.
На 3 февруари 2009 г. в Белград Аца Лукас е ранен с 2 куршума от
огнестрелно оръжие на паркинг в Нови Белград. Прострелян е в дясната горна част на крака и е вън от опасност, откаран е в спешното отделение.

## Дискография

### Студийни албуми
- Ponos i laž (1995)
- Pesme od bola (1997)
- Lična karta (1998)
- Rođendan (2000)
- Nešto protiv bolova (2001)
- Istina je da te lažem (2003)
- Jagnje moje (2006)
- Lešće (2008)
- Stil života (2012)

### Компилации
- The Best of (1999)
- The Best of 2 (2000)
- The Best of (2005)
- Hitovi (2006)